# Abbaye de Bois-Seigneur-Isaac
 (avril 2020).
Si vous disposez d'ouvrages ou d'articles de référence ou si vous connaissez des sites web de qualité traitant du thème abordé ici, merci de compléter l'article en donnant les références utiles à sa vérifiabilité et en les liant à la section « Notes et références ».
L'abbaye de Bois-Seigneur-Isaac est située à Ophain-Bois-Seigneur-Isaac, en Belgique, dans le Brabant wallon. Au XIe siècle, le seigneur Isaac, revenu de croisade, construit dans son bois une chapelle avec contenant une statue de Notre-Dame. Deux siècles plus tard, la chapelle est le siège d'un miracle eucharistique.
L’évêque de Cambrai permet alors que la chapelle devienne un lieu de pèlerinage.
Un prieuré augustin est établi et devient officiellement indépendant en 1416, mais il est supprimé à la Révolution française en 1795. Le prieuré en ruines est racheté par des Prémontrés en 1903 puis reconstruit. En 1925, Pie XI érige le prieuré en abbaye. En 2010, l'abbaye devient un monastère de l'Ordre libanais maronite, l'abbaye restant un sanctuaire pour le Saint-Sang.
L'abbaye offre un ensemble architectural sans homogénéïté. La chapelle du Saint-Sang-de-Miracle est de style gothique et sert aujourd’hui d’église abbatiale.

## Géographie
L'abbaye de Bois-Seigneur-Isaac est située à Ophain-Bois-Seigneur-Isaac, un village faisant maintenant partie de la ville de Braine-l'Alleud, dans le Brabant wallon, en Belgique.

## Histoire

### Origine: légende ou histoire?

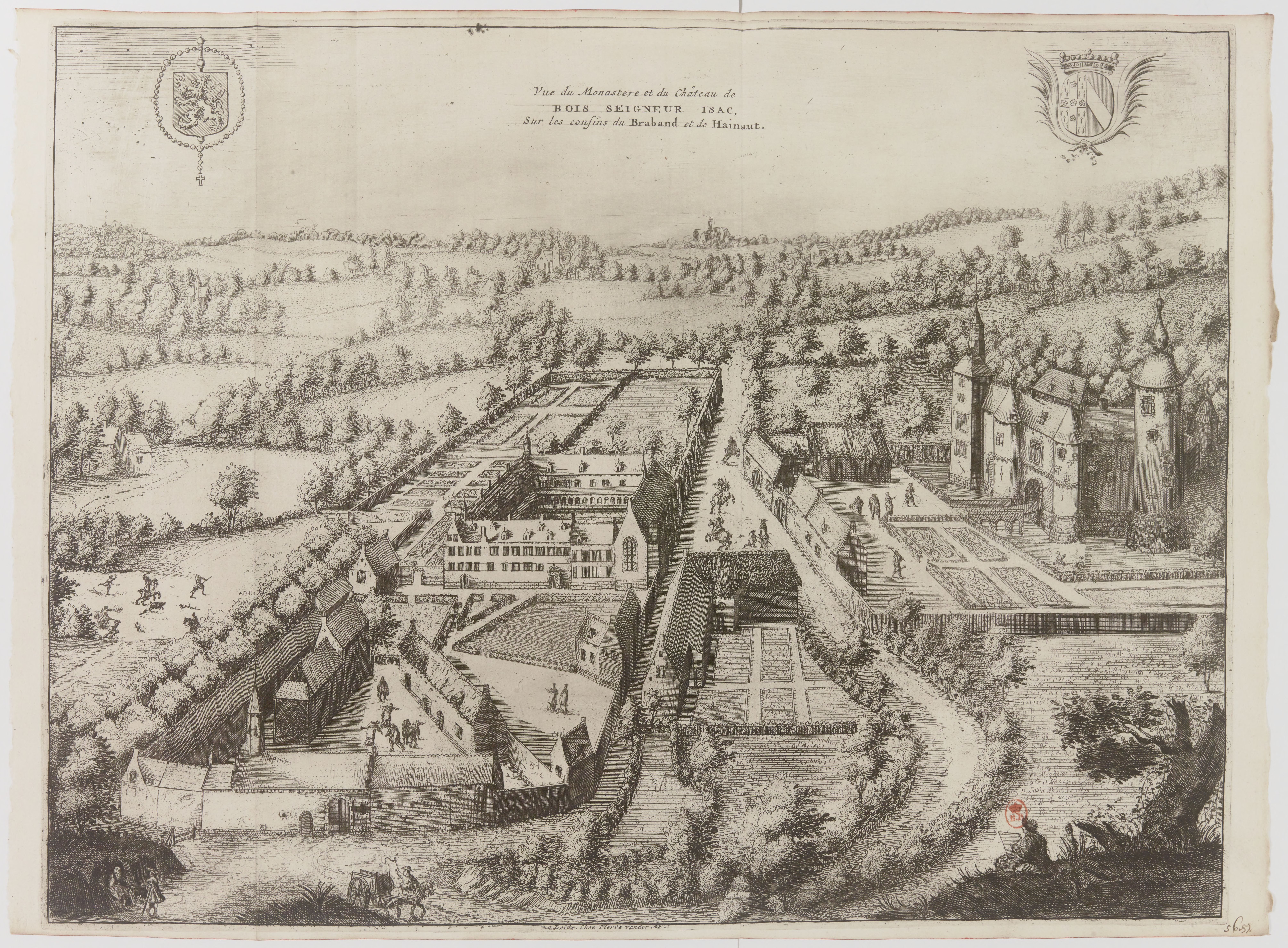
Vue du monastère et du château de Bois-Seigneur-Isaac - estampe publiée en 1729.

Au XIe siècle, le seigneur Isaac, parti en croisade et retenu prisonnier des Sarrasins, est miraculeusement libéré à la suite d’une vision de la Vierge Marie. À son retour au pays il construit dans son bois une chapelle dédiée à Notre-Dame de Grâce et Consolation. La statue de Notre-Dame y est vénérée durant presque deux siècles. En 1336, le village voisin de Ittre, frappé par la peste obtient de l’évêque de Cambrai (dont dépendait la région du Brabant) la permission de porter en procession dans leur village la statue de la Vierge de Grâce et Consolation. Il est constaté que l’épidémie est enrayée partout où passe la statue de la Vierge. Les villageois refusent de rendre la statue qui les a si bien protégés et obtiennent finalement l’accord de l’évêque. Une nouvelle statue est donc placée dans la chapelle de Bois-Seigneur-Isaac.

### Miracleeucharistique
Le miracle eucharistique qui a eu lieu dans la chapelle est mieux documenté. Le 5 juin 1405, le curé de Ittre qui y célèbre la messe trouve dans le corporal (linge d’autel) un fragment d’hostie consacrée qui se met à saigner lorsque le prêtre le prend en mains. En 1410, l’évêque de Cambrai, après enquête, reconnaît le miracle et permet que la chapelle devienne lieu de pèlerinage. Des chanoines augustiniens sont appelés en 1413 pour assister spirituellement le nombre croissant de pèlerins.  Un prieuré est établi qui reçoit rapidement son autonomie et devient officiellement indépendant (1416). L'Abbatia Silvae Domini-Isaac est membre de la congrégation de Windesheim.

### Prieuré augustin

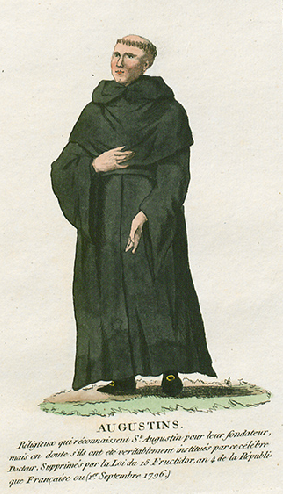
Augustins

Les graves troubles causés par les guerres de religion du XVIe siècle voient le prieuré ravagé par les troupes de Guillaume d'Orange (1580). Les chanoines sont obligés de fuir. Ils ont pu revenir sur les lieux, reconstruisent leur prieuré et continuent leurs services aux pèlerins jusqu’à la fin du XVIIIe siècle. À la Révolution française, Bois-Seigneur-Isaac est supprimé par la loi du 15 fructidor (1795) et les chanoines doivent quitter le prieuré à la fin de 1796. Grâce à l’intervention de la population cependant, la chapelle est préservée et survit aux pillages et dégradations qui affectent le prieuré : le cloître est démoli et une partie des bâtiments est transformée en ferme.  Tout au long du XIXe siècle, un chapelain continue de desservir la chapelle du Saint-Sang.

### Prieuré puis abbaye prémontré
En 1903, lorsque la loi républicaine expulse les religieux de France, les chanoines prémontrés de Mondaye (Calvados) partent en exil et sont reçus à Bois-Seigneur-Isaac. Ils achètent les ruines du prieuré, le reconstruisent et lui donnent une nouvelle vie. De plus, ils s’attachent à renouveler et promouvoir la Dévotion au Précieux Sang. Le prieuré devient à nouveau un centre spirituel et de pèlerinages important.  En 1921, les chanoines sont autorisés à réintégrer leur abbaye de Mondaye et confient Bois-Seigneur-Isaac à leurs confrères d’Averbode qui assurent la continuité de la vie et des services pastoraux de la chapelle. Le 9 mars 1925, un bref du Pape Pie XI érige le prieuré en abbaye et le prieur Franken est élevé à la dignité abbatiale. En 1957, du fait de la crise des vocations, Bois-Seigneur-Isaac devient une abbaye dépendante d’Averbode.

### Monastère Saint-Charbel
Le 1er janvier 2010, l'abbaye devient un monastère de l'Ordre libanais maronite [OLM], les religieux désirant continuer la mission des prémontrés. L'abbaye reste un sanctuaire pour le Saint-Sang. Les reliques de saint Charbel Makhlouf y sont apportées. Saint Charbel était un ermite du XIXe siècle, membre de l'OLM, qui vécut une vie monastique et contemplative.

### Période contemporaine
Si le nombre de pèlerins a fortement diminué, la dévotion à Notre-Dame de Grâce et Consolation et au Saint-Sang n’a pas disparu pour autant. Une Fraternité du Saint-Sang fondée en 1900 est toujours active. Lors des fêtes liturgiques plus importantes, le vendredi avant la Pentecôte (jour-anniversaire du miracle),  le 1er juillet (fête du Saint-Sang), et le dimanche suivant le 8 septembre (Nativité de Notre-Dame), des célébrations solennelles ont lieu, avec procession du Saint-Sacrement dans les rues du village.

## Aspects patrimoniaux
L'abbaye offre un ensemble architectural sans homogénéïté. Plusieurs éléments méritent cependant un examen attentif. C'est le cas de la chapelle du Saint-Sang-de-Miracle et de l'antique sacristie conservant le linge marqué de six taches de sang provenant d'une hostie.  

### Chapelle du Saint-Sang (église abbatiale)

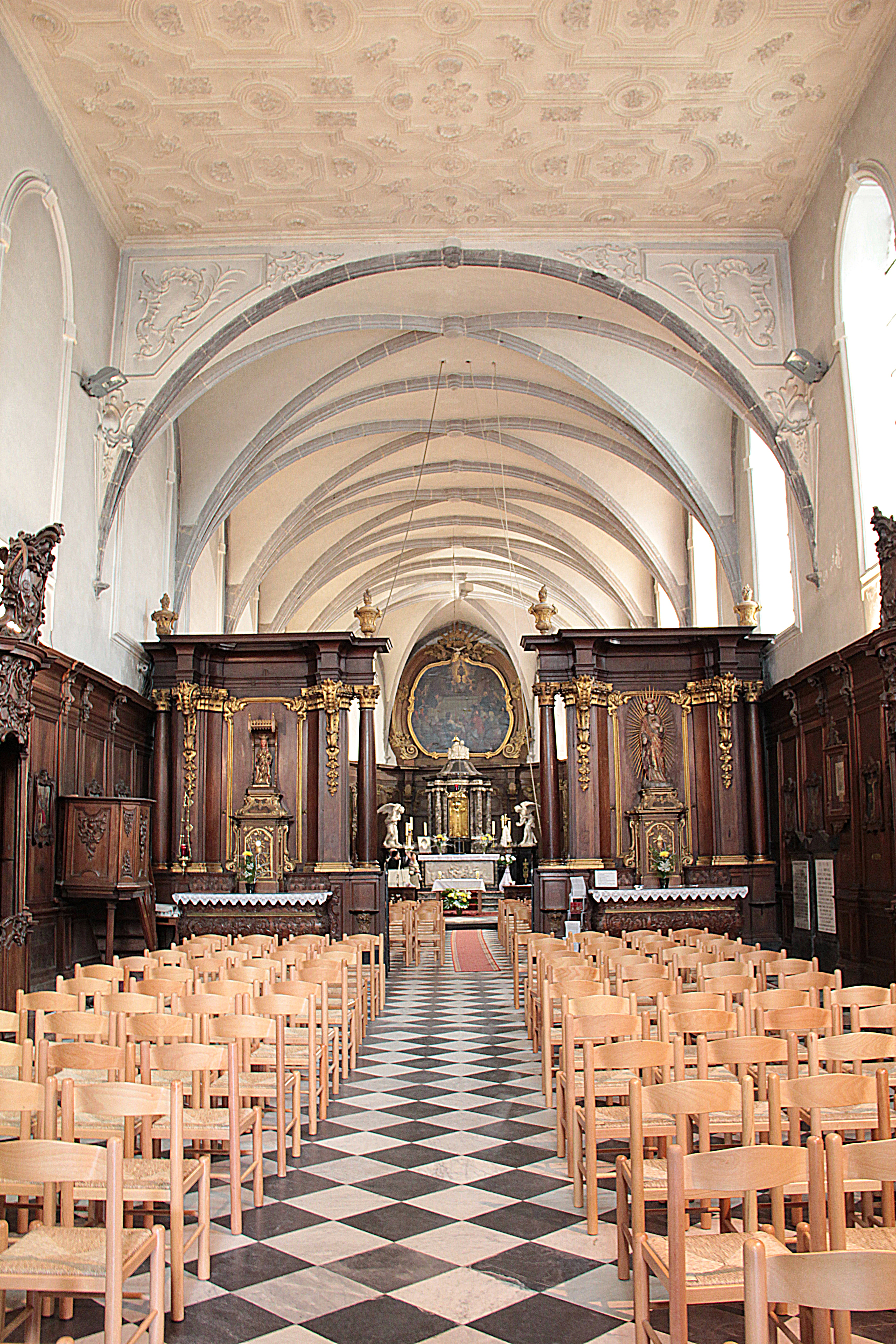
Chapelle du Saint-Sang.

La chapelle de style gothique est surmontée d’un élégant clocheton est le plus ancien bâtiment de l’ensemble : elle sert aujourd’hui d’église abbatiale. Elle fut construite là même où eut lieu le miracle eucharistique de 1405.  Une pierre dans le sol du chœur en rappelle l’événement. Le millésime de 1593 (visible sur une clé de voûte) témoigne de ce qu’elle fut édifiée en phases successives : près de deux siècles entre le début des travaux et leur conclusion.
Le plafond (XVIe siècle pour le chœur gothique et 1703 pour la nef), ses stalles décorées, ses tableaux représentant le miracle eucharistique (de J. Crockaert ; 1777). Le sanctuaire est décoré avec profusion en style Louis XV. Quelques œuvres d'art de qualité sont à mettre en évidence, comme :
- Mise au tombeau de Laurent Delvaux, et
- une statue sortie du ciseau de Guillaume Geefs.

### Sacristie
La chapelle comprend une sacristie gothique à double nef, une statue polychrome de la Vierge à l’Enfant, un reliquaire, un ostensoir. Les Prémontrés veillent avec attention sur ces richesses et sur les reliquaires de cette sacristie de 1446.[Passage à actualiser]